# Karl Usinger

Karl Usinger

Karl Usinger (* 22. August 1864 in Mainz; † 19. Juni 1932 ebenda) war Provinzialdirektor von Oberhessen (Provinz Hessen-Darmstadt) und Rheinhessen (Provinz), zunächst im Großherzogtum Hessen, dann im Volksstaat Hessen.

## Familie
Karl Usingers Eltern waren der Architekt Wilhelm Usinger (1829–1907) und seine Frau Marie Susanne geb. Krämer. Hermann Usinger (1880–1947), Landrat des Kreises Groß-Gerau und des Obertaunuskreises, war sein Bruder. Die Familie war evangelisch.
Karl Usinger heiratete am 27. Dezember 1890 Charlotte Johanne Babette Noll (* 1868), eine Tochter von Adolph Noll, Zigarrenfabrikant und Kommerzienrat in Gießen.

## Leben
Von 1883 bis 1887 studierte Karl Usinger an der Kaiser-Wilhelms-Universität Straßburg, der Universität Leipzig, der Ruprecht-Karls-Universität Heidelberg und der Hessischen Ludwigs-Universität Gießen Rechtswissenschaft. Das Studium schloss er mit einer Promotion an der Universität Heidelberg ab. Seine Laufbahn begann er 1890 als Regierungsassessor beim Kreisamt Mainz. 1893 war er kurzzeitig im Kreis Groß-Gerau tätig, dann wieder beim Kreis Mainz. 1898 wechselte er ins Ministerium des Innern, in dem er 1900 in der Abteilung für Landwirtschaft, Handel und Gewerbe arbeitet. Ab 1906 leitete er diese Abteilung.
1910 wurde er Kreisrat des Kreises Gießen, was mit der Funktion eines Direktors der Provinz Oberhessen verbunden war. 1922 wurde Karl Usinger Kreisrat des Kreises Mainz, was hier mit der Funktion eines Direktors der Provinz Rheinhessen verbunden war. Während der französischen Rheinlandbesetzung, die sich auch auf die gesamte Provinz Rheinhessen erstreckte, war die Kommunikation mit der Regierung in Darmstadt weitgehend unterbrochen. Karl Usinger übernahm in dieser Zeit einen Teil der Aufgaben, die sonst bei der Regierung in Darmstadt lagen, ebenso wie die übergeordnete Zuständigkeit für den ebenfalls besetzten rechtsrheinischen Kreis Groß-Gerau (Provinz Starkenburg). Ab 1920 geschah das institutionalisiert als „Landeskommissar für die besetzten hessischen Gebiete“. 1923 kam es mit wohlwollender Unterstützung der französischen Besatzungsmacht zu einem Putschversuchen von Separatisten, die in enger Anlehnung an Frankreich eine „Rheinische Republik“ anstrebten. Karl Usinger wandte sich vehement gegen solche Bestrebungen. Es kam zu dramatischen Szenen, als die Putschisten am 23. Oktober 1923 seine Dienstwohnung im Erthaler Hof besetzten.
1929 ging er in den Ruhestand; er nahm aber die Aufgabe als „Landeskommissar für die besetzten hessischen Gebiete“ weiter wahr. Er verstarb mit 67 Jahren in seiner Wohnung in der Kaiserstraße (Mainz) und wurde in Mainz beigesetzt.

### Nebenämter
Ab 1899 war er stellvertretendes, ab 1906 ständiges Mitglied und Vorsitzender des Landesversicherungsamtes. Diese Funktion gab er 1910 auf, als er nach Gießen wechselte. Ebenfalls ab 1906 saß er in der Zentralstelle für die Landesstatistik. 1915–1917 war er Präsident der landwirtschaftlichen Vereine von Oberhessen.

### Ehrungen
- 1903 Ritterkreuz I. Klasse des Verdienstordens Philipps des Großmütigen[1]
- 1907 Königlich Bayerischer Verdienstorden vom Heiligen Michael II. Klasse[1]
- 1909 Komturkreuz II. Klasse des Verdienstordens Philipps des Großmütigen[1]
- 1910 Kaiserlich Russischer Sankt Annenorden II. Klasse[1]
- 1911 Ernennung zum Geheimrat[1]
- 1917 Krone zum Komturkreuz II. Klasse des Verdienstordens Philipps des Großmütigen[1]